# Zearchaea clypeata
Zearchaea clypeata är en spindelart som beskrevs av Wilton 1946. Zearchaea clypeata ingår i släktet Zearchaea och familjen Mecysmaucheniidae. Inga underarter finns listade i Catalogue of Life.

## Bildgalleri

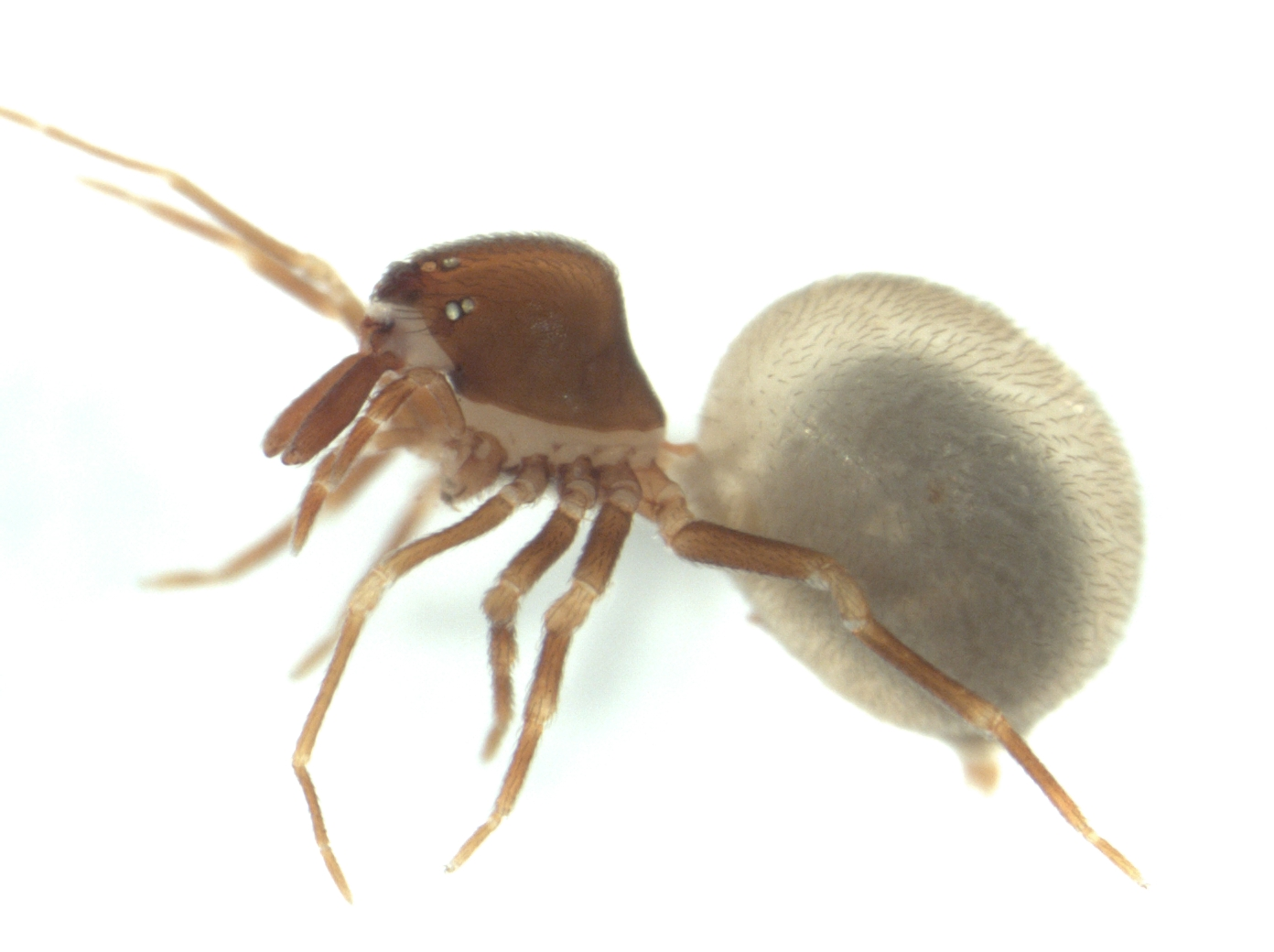
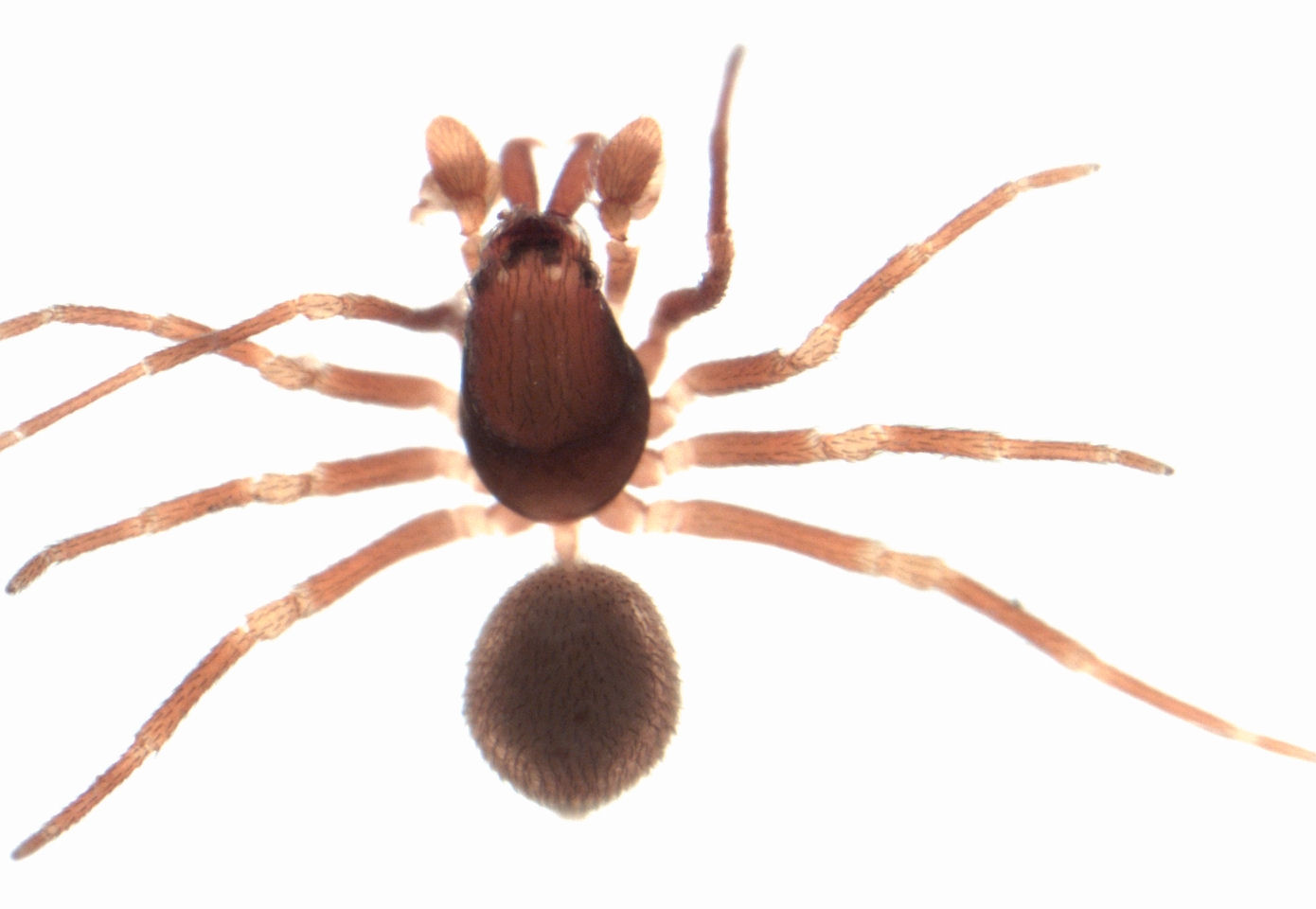